# Синђера
Синђера је град у општини Кишињев, у Молдавији. Под управом града, који сам има 7,354 становника, се налазе и два села: Добруџа (3,279) и Ревака (976). Укупан број становника је био 11,609. У граду се налази црква посвећена праведном Јоакиму и Ани.

## Међународни односи
Синђера је побратимљена са:
- Хуши, Румунија